# Рузиев, Эркин Махмудович
Эркин Махмудович Рузиев (узб. Ruziyev Erkin Mahmudovich; 1947 год, Ташкентская область, Узбекская ССР — 22 августа 2020) — узбекский инженер и государственный деятель, хоким Ташкентской области (9 января 1995 года - 9 ноября 1998), хоким Самаркандской области (9 ноября 1998 — 11 сентября 2001), депутат  Олий Мажилиса Республики Узбекистан I созыва (февраль 1998—2000).

## Биография
Эркин Рузиев окончил Ташкентскую высшую партийную школу и Ташкентский экономический университет.
Трудовую деятельность начал в 1964 году токарем автобазы. Затем работал слесарем треста «Бекабадгаз», был рабочим мартеновского цеха, помощником сталевара, инженером Узбекского металлургического завода. В течение пяти лет находился на руководящей партийной работе.
В 1990 году работал председателем Бекабадского городского Совета народных депутатов, затем — председателем Ташкентского облисполкома. В 1991—1992 годах работал первым секретарем Ташкентского областного совета Народно-демократической партии Узбекистана, затем начальником управления Комитета госконтроля при президенте Узбекистана по Ташкентской области. В октябре 1992 года назначен хокимом Бекабада. 9 декабря 1993 года был назначен первым заместителем хокима Ташкентской области.
9 января 1995 года назначен хокимом Ташкентской области. С 9 ноября 1998 года по 11 сентября 2001 года занимал должность хокима Самаркандской области.
В феврале 1998 года избран депутатом Олий Мажилиса Республики Узбекистан I созыва от Ташкенсткого областного кенгаша депутатов.
22 августа 2020 года умер.